# Лара Датта
Лара Датта (англ. Lara Dutta; нар. 16 квітня 1978 року) — індійська топмодель та акторка, посол Доброї Волі і Міс Всесвіт 2000 року. Лауреатка Filmfare Award за найкращу дебютну жіночу роль.

## Життєпис
Лара Датта народилася в Газіабаді, недалеко від Делі, штат Уттар Прадеш, в сім'ї пенджабця Л. К. Датта — підполковника авіації у відставці і Дженніфер Датт, шотландки, 16 квітня 1978 року. У Лари є дві сестри.
У 1981 році її сім'я переїхала в Бангалор, де пізніше Лара закінчила середню школу, а потім бомбейський університет — факультет економіки. Лара отримала диплом MBA за спеціальністю маркетинг і засоби зв'язку. З дитинства мріяла працювати в модельному бізнесі і зніматися в кіно.
У 16 років виїхала з Бангалура в Мумбаї, щоб здійснити свою мрію. Досить скоро стала топ-моделлю, а також проявила себе в рекламному бізнесі, зокрема рекламувала косметику L'oreal, знялась в музичному кліпі «Tu chaalu hai Re».
Акторський дебют Лари Датти відбувся у фільмі «Andaaz» (2003), де вона знімалася разом з Акшаєм Кумаром.
У 2000 році перемогла у конкурсі Femina Miss India. На конкурсі Міс Всесвіт 2000, що проходив на Кіпрі, Лара перемогла в жорсткій конкуренції. Всі судді одноголосно проголосували за індійську дівчину.
Після перемоги її стали запрошувати зніматися в кіно і в рекламних кліпах. Після конкурсу Датта на два роки оселилася в Нью-Йорку.
Лара Датта стала другою індійкою після Сушміти Сен, яка перемогла у престижному конкурсі краси. У той же рік на конкурсі Міс Світу перемогла індійка Пріянка Чопра, а на конкурсі Міс Азія-Океанія — Діа Мірза, що стало потрійною перемогою Індії.
За підтримки спонсорів Датта взяла участь у кампанії по боротьбі зі СНІДом, працювала у програмах з лікування наркоманії і заражених венеричними хворобами. На початку грудня 2001 року взяла участь у Світовому дні ООН по боротьбі зі СНІДом та стала офіційною амбасадоркою доброї волі Фонду ООН в області захисту населення.
Також перемогла на конкурсі Міс Інтерконтиненталь в 1997 році.
Зустрічалася з актором бутанського походження Келлі Дорджі. У вересні 2010 року побралася з індійським тенісистом Магешем Бгупаті. Їхнє весілля відбулося 16 лютого 2011 року. 20 січня 2012 року народила дочку Саіру.

## Фільмографія
- 2005 Друзі назавжди;
- 2006 Сліпа любов;